# 気象台駅
気象台駅（きしょうだいえき、中国語: 气象台站）は、中華人民共和国黒龍江省ハルビン市香坊区にある駅。中華人民共和国の地下鉄駅の中では最東端に位置する。

## 利用可能な鉄道路線
- ハルビン地下鉄
  - 2号線

## 歴史
- 2021年9月19日 開業[1]。